# Olivier Grandjean
Olivier Grandjean est un animateur, auteur, acteur et producteur de télévision franco-suisse.

## Biographie
Au début des années 1980 il commence sa carrière à La Réunion comme animateur à FR3 et la poursuit en Suisse dans les années 1990 à la TSR. Il est remarqué lors de sa participation comme arbitre-animateur à l'émission Intervilles Paris-Pékin sur TF1 en 1999,. Il officie depuis 2005 dans un rôle d'arbitre-animateur sur la version chinoise d'Intervilles (城市之间 chéngshì zhījiān), diffusée sur CCTV-5, ainsi que sur sa version internationale, qui a fait de lui une star TV en Russie, au Kazakhstan et surtout en Chine,,,,, alors qu'il pratique peu la langue chinoise[réf. nécessaire]. En 2014, il est arbitre de Intervilles International diffusée en France sur la chaîne Gulli, comme en 2015 et en 2016.
De 2017 à 2019, Olivier Grandjean est l’animateur de la série documentaire « le Tour de Chine d’Oliver » diffusée sur TV5 Monde. Depuis 2019, Olivier Grandjean est conseiller spécial et présentateur -en Chine- de la chaîne CGTN Français du Groupe de télévision nationale CCTV, diffusée dans le monde francophone. Il présente notamment "Mon Carnet De Route Au Xinjiang".
Il fut récompensé au Festival International du court-métrage de Lincang en 2019 comme meilleur acteur étranger[réf. nécessaire]. 
Il est candidat écologiste et indépendant aux élections élections consulaires de 2021 dans la circonscription de Chine, Mongolie et Corée du Nord.
En tant qu’acteur et doubleur, Olivier multiplie depuis 2022 les rôles dans le cinéma asiatique et les séries. 
En 2024, son ouvrage « La télé, la Chine et moi » est publié en français aux Éditions Pacifica à Paris, puis en adaptation chinoise aux éditions People Publishing House à Pékin.  